# دانا للبترول
دانا بتروليوم هي شركة استكشاف وإنتاج النفط والغاز ومقرها في أبردين، المملكة المتحدة. وتركز أنشطتها على بحر الشمال وأفريقيا والشرق الأوسط . وهي شركة تابعة لشركة النفط الوطنية الكورية وهي مكون سابق لمؤشر فوتسي 250 .

## التاريخ والشؤون الجارية
تم تأسيس الشركة في عام 1994 بواسطة توم كروس لاستغلال فرص النفط في بحر الشمال . في عام 2007 ، حصلت الشركة على اينر للبترول مقابل 24 جنيهًا إسترلينيًا   مليون وكذلك عمليات شركة ديفون للطاقة للنفط والغاز في مصر مقابل 375 دولار أمريكي   مليون. في يونيو 2010 ، وافقت شركة دانا بتروليوم على شراء بترو كندا من صنكور للطاقة مقابل حوالي 393 دولار   مليون، ثم في سبتمبر 2010 أعلنت الشركة عن 372 دولار أخرى   مليون اقتناء بعض الأصول بترو كندا المملكة المتحدة.
في 2 يوليو 2010 ، أكدت دانة بتروليوم أنها حصلت على 1.5 جنيه إسترليني   مليار محاولة شراء. أكدت شركة النفط الوطنية الكورية مناقشات أولية بشأن عرض نقدي محتمل لكامل رأس المال المصدر والمصدر الذي ستصدره شركة دانا بتروليوم. في 20 أغسطس 2010 ، أصبحت شركة النفط الوطنية الكويتية معادية في عرضها لشركة دانا بتروليوم، وهي المرة الأولى التي تقدم فيها شركة آسيوية مملوكة للدولة عرضًا مباشرًا لشركة بريطانية. بحلول 24 سبتمبر 2010 ، تلقت شركة النفط الوطنية الكويتية موافقة بنسبة 64.26٪ على عرض الأسهم من المساهمين، مما أدى إلى قيام مجلس دانة للبترول بتقديم النصح للمساهمين بقبول العرض كما كان المقصود من مجلس الإدارة القيام به فيما يتعلق بحيازتهم المفيدة.
في يناير 2014 ، بدأت دانا بتروليوم عمليات الزلازل في الكاميرون في باكاسي ويست بعد توقيع عقد تقاسم الإنتاج للكتلة مع حكومة الكاميرون .

## مناطق الإمتياز
تتمتع دانة بأنشطة استكشاف وإنتاج عبر بحر الشمال والشرق الأوسط وغرب إفريقيا.

### مصر
تمتلك الشركة أربعة امتيازات في مصر، ثلاثة منها تُشغّلها شركة بترونفرتيتي، وهي شركة مصرية مشتركة بين الهيئة المصرية العامة للبترول وشركة دانا للبترول. وهي الشركة القائمة بالعمليات في امتيازات (جنوب أكتوبر، شمال خليج الزيت، جنوب وادي دارا).
| منطقة الإمتياز                    | الشركة القائمة بالعمليات | الشركة الموقعة للإتفاقية                  | التشريعات المنظمة       | التشريعات المنظمة                   | ملاحظات                                                                                |
| منطقة الإمتياز                    | الشركة القائمة بالعمليات | الشركة الموقعة للإتفاقية                  | القانون                 | التعديلات أو القوانين التي حلت محله | ملاحظات                                                                                |
| --------------------------------- | ------------------------ | ----------------------------------------- | ----------------------- | ----------------------------------- | -------------------------------------------------------------------------------------- |
| جنوب وادي دارا بالصحراء الشرقية   | بترونفرتيتي              | دانا بتروليم (نورث زيت باي) إل تي دي      | قانون رقم 31 لسنة 2014  |                                     |                                                                                        |
| غرب الداخلة - 2 بالصحراء الغربية  |                          | دانا بتروليم (إي آند بي) إل تي دي         | قانون رقم 102 لسنة 2013 |                                     |                                                                                        |
| غرب الداخلة - 1 بالصحراء الغربية  |                          | دانا بتروليم (إي آند بي) إل تي دي         | قانون رقم 97 لسنة 2013  |                                     |                                                                                        |
| سهل القاع بسيناء                  |                          | دانا بتروليم (إي آند بي) إل تي دي         | قانون رقم 94 لسنة 2013  |                                     | بالإشتراك مع: - بتروكلتك إنترناشيونال بي إل سي - بيتش بتروليم (إيجيبت) بي تي واي ليمتد |
| جنوب أكتوبر بخليج السويس          | بترونفرتيتي              |                                           | قانون رقم 147 لسنة 2005 |                                     | [ 13 ]                                                                                 |
| شمال خليج الزيت بخليج السويس      | بترونفرتيتي              |                                           | قانون رقم 4 لسنة 2003   |                                     |                                                                                        |
| غرب أبو الغراديق بالصحراء الغربية |                          | دانا بتروليوم (غرب أبو الغراديق) إل تي دي | قانون رقم 21 لسنة 1994  | قانون رقم 12 لسنة 2023              | بالإشتراك مع: - إيوك - إينا إندستريا نافتا دي دي                                       |

## أنظر أيضا
- الطاقة في مصر